# Ari Lebethier
Ari Lebethier (* 16. September 1961 in Wien) ist ein österreichischer Fotokünstler.

## Leben
Er erlernte noch Anfang der achtziger Jahre bei Paul Goldman in Israel das Handwerk des Fotografen.
Bei einem Aufenthalt im Kibbuz Lahav in der Nähe von Beʾer Scheva entstanden erste Fotoarbeiten, eine umfangreiche Dokumentation über die nächtliche Bewachung des Grenzzaunes zum Westjordanland, ein Porträt der Scharfschützin Evelyna Klein sowie eine Dokumentation über den Niedergang der Beduinensiedlung Dahab in der Negev-Wüste.
Danach kamen vorwiegend Presse-, vor allem sportfotografische und journalistische Arbeiten für unterschiedliche Agenturen, hauptsächlich für den Radsport auf La Palma (Kanaren) und Mallorca.
2006, nach einem folgenschweren Unfall bei einem Radrennen in Spanien, bei dem zwei Freunde verunglückten, wandte sich Lebethier wieder der Kunstfotografie zu und gründete das „Archiv der Erinnerung“. In der Folge erschienen dazu zahlreiche Fotoarbeiten und Publikationen.
Parallel zur Fotografie beschäftigt sich Lebethier mit Malerei, Skulptur sowie mit Videokunst.
Lebethier lebt und arbeitet in Wien, Berlin und Bangkok.

## Publikationen (Auswahl)
- 27 Porträts (2010)
- A diary of bad and tender dreams (2009)
- Gone landscapes – 17 verschollene Landschaften (2010)
- Hua hin mon amour (2010)
- Anbetung (2011)
- Don’t panic your busy busy sparkling stars (2009)
- Three knotted dreams – Archiv der Erinnerung 7 (2007)
- Findings 1  (Arbeiten zwischen 1998 und 2011)
- Findings 2  (Arbeiten zwischen 1998 und 2011)
- Parts Of My 24-hour Working Space (2011)
- Total recall – three works, remembered in August 2006

## Ausstellungen (Auswahl)
- Galerie Stein NY (2008)
- artclub Rom (2009)
- Photo California (2009)
- Galerie Bachlechner, Graz (2010)
- Fotowerk Wien (2010)
- mofa#2 – Fotowerk Wien (2011)
- Art Miami 2011
- Tokyo Photo 2012